# Leonard Robert Palmer
Leonard Robert Palmer (Bristol, 5 de juny de 1906 – Pitney, Somerset, 26 d'agost de 1984) fou filòleg britànic. Va ser professor de filologia comparada a la Universitat d'Oxford de 1952 a 1971. També va ser "fellow" del Worcester College de la Universitat d'Oxford. Durant la Segona Guerra Mundial va treballar a Bletchley Park, en la interceptació de missatges xifrats de l'enemic. Palmer va fer diverses contribucions significatives a l'estudi de llengües Clàssiques, i en l'àrea de lingüística històrica o diacrònica.

## Publicacions destacades
- The Greek language (The Great languages) by Leonard Robert Palmer, 355 Pages, Published 1980 by Humanities Press [[wikipedia:Special:BookSources/0391012037|ISBN 0-391-01203-7]]
- Descriptive & Comparative Linguistics (Updated) A Critical Introduction (Studies in General Linguistics) by Leonard R. Palmer, Paperback, 430 Pages, Published 1979 by Faber & Faber [[wikipedia:Special:BookSources/0571106900|ISBN 0-571-10690-0]]
- The Latin Language. by Leonard Robert Palmer. Paperback, 372 Pages, Published 1988 by University Of Oklahoma Press. ISBN 0-8061-2136-X
- New Guide to the Palace of Knossos. by Leonard R. Palmer, L.R Palmer Hardcover, 144 Pages, Published 1969 by Faber And Faber [[wikipedia:Special:BookSources/0571087272|ISBN 0-571-08727-2]]
- Leonard Robert Palmer, Interpretation of Mycenaean Greek Texts (Oxford University Press academic monograph reprints) [[wikipedia:Special:BookSources/0198131445|ISBN 0198131445]]
- Leonard Robert Palmer, On the Knossos tablets: The find-places of the Knossos tablets. Book, 1963. 251 p.
- Leonard Robert Palmer, Mycenaeans and Minoans; Aegean prehistory in the light of the Linear B tablets. 2d rev. ed. 1965. 368 p
- Leonard Robert Palmer, A grammar of the post-Ptolemaic papyri (15 editions published between 1945 and 1948)
- Leonard Robert Palmer, The language of Homer (1962)
- Leonard Robert Palmer, Aegean chronology (1984)
- Palmer, L. R. «Luvian and Linear A». Transactions of the Philological Society, 57, 1958, pàg. 75–100. DOI: 10.1111/j.1467-968X.1958.tb01273.x.

## Premis i reconeixements
Palmer va ser elegit Secretari i més endavant president de la Societat Filològica britànica. Fou també un membre corresponent del Deutsches Archäologisches Institut. El 1981, va rebre un doctorat honorari de la Universitat d'Innsbruck.